# Daigny
Daigny é uma comuna francesa na região administrativa de Grande Leste, no departamento Ardenas. Estende-se por uma área de 2,84 km². Em 2010 a comuna tinha 356 habitantes (densidade: 125,4 hab./km²).